# Кусамо
Кусамо (фин. Kuusamo, швед. Kuusamo) је значајан град у Финској, у североисточном делу државе. Кусамо је четврти по величини и значају град округа Северна Остроботнија, где град са окружењем чини истоимену општину Кусамо
Кусамо је једно од средишта зимских спортова у Финској. Веома познато туристичко одредиште, Рука, налази се на 4 км од Кусама.

## Географија
Град Кусамо се налази у североисточном делу Финске. Од главног града државе, Хелсинкија, град је удаљен 800 км северно.
Рељеф: Кусамо се сместио у унутрашњости Скандинавије, у историјској области Остроботнија. Подручје града је равничарско до брежуљкасто, а надморска висина се креће око 55 м.
Клима у Кусаму је субполарна. Стога су зиме оштре и дуге, а лета кратка и свежа.
Воде: Кусамо се развио на западној обали истоименог језера Кусамо.

## Историја
Подручје Кусама првобитно је било насељено Лапонцима. Досељавање Финаца започето је крајем 17. века. У следећим деценијама лапонско становништво се стопило са све бројнијим Финцима.
Кусамо је добио права трговишта 1868. године. 
Последњих пар деценија град се брзо развио у савремено градско насеље.

## Становништво
Према процени из 2012. године на градском подручју Кусама је живело 8.726 становника, док је број становника општине био 16.177.
| 1980. | 1990.  | 2000. | 2012. |
| ----- | ------ | ----- | ----- |
| -     | 10.209 | 9.253 | 8.726 |

Етнички и језички састав: Кусамо је одувек био претежно насељен Финцима. Последњих деценија, са јачањем усељавања у Финску, становништво града је постало шароликије. По последњим подацима преовлађују Финци (98,9%), присутни су и у веома малом броју Швеђани (0,1%), док су остало усељеници.

## Галерија
- Скакаоница у Кусаму
- Предео око Кусама
- Црква Св. Крста у Кусаму
- Туристичко насеље Рука, близу Кусама